# Grand Ridge (Florida)
Grand Ridge è un comune degli Stati Uniti d'America, situato nello Stato della Florida, nella contea di Jackson.